# Моир, Джон
Джон «Джонни» Моир (англ. John "Johnny" Moir; 22 мая 1915 года, Ратерглен, Шотландия — 15 ноября 1975 года, Карлайл, штат Пенсильвания, США) — американский профессиональный баскетболист. Двукратный чемпион НБЛ (1939—1940).

## Ранние годы
Джон Моир родился 22 мая 1915 года в городе Ратерглен (Шотландия) в семье Джона-старшего и Элизабет. Его отец был плотником по профессии, кроме того у Джона-младшего были родные брат и сестра. В 1923 году его семья эмигрировала в США и стала жить в городе Ниагара-Фолс (штат Нью-Йорк), где Моир учился в одноимённой школе, в которой играл за местную баскетбольную команду. Затем Джон поступил в профессионально-техническое училище Тротт, в котором считался лучшим баскетболистом, а по его окончании устроился на должность бухгалтера в компанию по продаже книг.

## Студенческая карьера
В 1938 году окончил Университет Нотр-Дам, где в течение трёх лет играл за команду «Нотр-Дам Файтинг Айриш», в которой провёл успешную карьеру под руководством члена Зала славы баскетбола Джорджа Кеогана. При Моире «Файтинг Айриш» ни разу не выигрывали регулярный чемпионат конференции Independent, однако в сезоне 1935/1936 годов стали чемпионами Хелмс Фундэйшн, проиграв всего две игры из 24-х. В 1936 году признавался баскетболистом года среди студентов по версии Helms Foundation, а также три года подряд включался во всеамериканскую сборную NCAA (1936—1938). Все три сезона в составе «Файтинг Айриш» Моир становился лучшим бомбардиром команды, набирая по 11,3, 13,2 и 10,5 очка в среднем за игру соответственно. Его одноклубниками были Пол Новак, а также будущие тренеры Джордж Айрленд (чемпион NCAA сезона 1962/1963) и Рэй Мейер (член Зал славы баскетбола).

## Профессиональная карьера
Играл на позиции форварда и центрового. В 1938 году Джон Моир заключил соглашение с командой «Акрон Файрстоун Нон-Скидс», выступавшей в Национальной баскетбольной лиге (НБЛ). Позже выступал за команды «Рочестер Сигремс» и «Кливленд Оллмен Трансферс» (НБЛ). Всего в НБЛ провёл 4 сезона. В сезонах 1938/1939 и 1939/1940 годов Моир, будучи одноклубником Джерри Буша, Джека Озберна, Ховарда Кейбла и опять же Пола Новака, стал двукратным чемпионом НБЛ в составе «Акрон Файрстоун Нон-Скидс». Один раз включался во 2-ю сборную всех звёзд НБЛ (1939). Всего за карьеру в НБЛ Джон Моир сыграл 87 игр, в которых набрал 562 очка (в среднем 6,5 за игру). Помимо этого Моир в составе «Файрстоун Нон-Скидс» два раза участвовал во Всемирном профессиональном баскетбольном турнире, но без особого успеха.

## Смерть
Во время Второй мировой войны ему пришлось на три года прервать свои спортивные выступления (1942—1945). После завершения профессиональной карьеры Джон Моир долгое время работал в компании Carlisle Tire and Rubber. Его жену звали Марджори, от которой у него родились две дочери и один сын. Моир умер 15 ноября 1975 года на 61-м году жизни в городе Карлайл (штат Пенсильвания).